# Јохане Шмид-Нилсен
Јохане Шмид-Нилсен (дан. Johanne Schmidt-Nielsen; Оденсе, 22. фебруар 1984) је чланица данског парламента испред Црвено-зелене коалиције.
Рођена је у Оденсеу. У политици је још од 1997. године, а 2006. године је изабрана у председништво Црвено-зелене коалиције са највише гласова.